# ライナープレート
ライナープレートは、薄い鋼板に波付け加工し、4辺に連結用フランジを取り付けた建設資材の一つ。複数枚を組み合わせて筒状にして使われる。外見や構造はコルゲートパイプに似るが、内側に連結用フランジがある点で異なる。

## 概要
もともとはトンネル壁面の覆工のために開発された建設資材。組み合わせてできる形状は円形の筒形ほか、土圧が小さい場所では小判型、矩形にして用いることもある。亜鉛メッキを施された波型鋼板をボルトで組み合わせて使用するため軽量で施工性が良く、耐久性や強度が高いため、立坑の保坑にも利用されるようになった。立坑の利用では掘削面を掘り下げた後、速やかに周囲をライナープレートで覆うことが可能になったため、作業員の安全と工期の短縮が図られた。21世紀の現在では各種土木工事現場、特に基礎工や地すべり防止工事の集水井、変わったところでは不発弾処理にも用いられる。